# Atlético Potosino Club de Fútbol
O Atlético Potosino é uma equipe do futebol mexicano que atua na Primeira Divisão do Campeonato Mexicano. Tem sua sede na cidade de San Luis Potosí, México e seu estádio é o Plan de San Luis que tem capacidade para 20.000 pessoas. Seu uniforme é na cor celeste. 